# Massacro di Hassi Messaoud
Il massacro di Hassi Messaoud è un grave episodio di violenza contro le donne perpetrato nella bidonville di El-Haïcha, nella località algerina di Hassi Messaoud, il 17 luglio 2001.

## Eventi
Quel giorno un gruppo di circa 300 uomini, eccitati da un'infuocata predica contro le donne sole, considerate una minaccia per la pubblica moralità, uscì dalla moschea e si diresse verso El-Haïcha, un quartiere-bidonville noto per ospitare numerose donne sole, ed assalirono picchiando, violentando, torturando e sottoponendo ad ogni sorta di sevizie e mutilazioni tutte le donne che trovarono lungo la marcia.
Hassi Messaoud è una località che vive dello sfruttamento dei pozzi di petrolio. Vi risiedono molti tecnici algerini e stranieri, e presso le loro famiglie hanno trovato un impiego molte donne come personale di servizio, addette alle pulizie ecc. Si tratta per lo più di donne in difficoltà economiche,  giovani di famiglie povere, oppure vedove o ripudiate, che non hanno altro mezzo di sostentamento.
Il selvaggio stupro di massa andò avanti per cinque ore prima che la polizia intervenisse. Le baracche vennero saccheggiate, molte donne vennero gettate in strada nude e molte si ridestarono all'ospedale.
Su una quarantina di vittime dell'aggressione solo tre hanno resistito in tribunale fino in fondo (una di esse sopravvisse per miracolo all'aggressione venendo sepolta viva dopo essere stata violentata e torturata).

## Il processo
Il processo ai responsabili, svoltosi davanti al tribunale criminale di Ouargla nel mese di giugno del 2002, si concluse con solo alcune lievi condanne.
Le pressioni dei notabili locali e le minacce rivolte alle vittime impedirono un equo processo ed un'equa sentenza. Solo tre accusati vennero condannati a pene da uno a tre mesi di prigione, con l'imputazione di incitamento alla sommossa e furto.
Dopo le vibranti proteste di gruppi femministi e di difensori dei diritti umani in Algeria, il processo di appello, apertosi a Biskra il 16 dicembre 2004, ha ribaltato il giudizio di primo grado: la sentenza, emessa il 3 gennaio 2005, ha inflitto pesanti condanne a quasi tutti gli accusati. Una ventina di imputati (peraltro tutti contumaci) sono stati condannati a 20 anni, mentre altri tre, presenti al processo, hanno scontato pene da tre a otto anni di reclusione.